# Challacolloíta

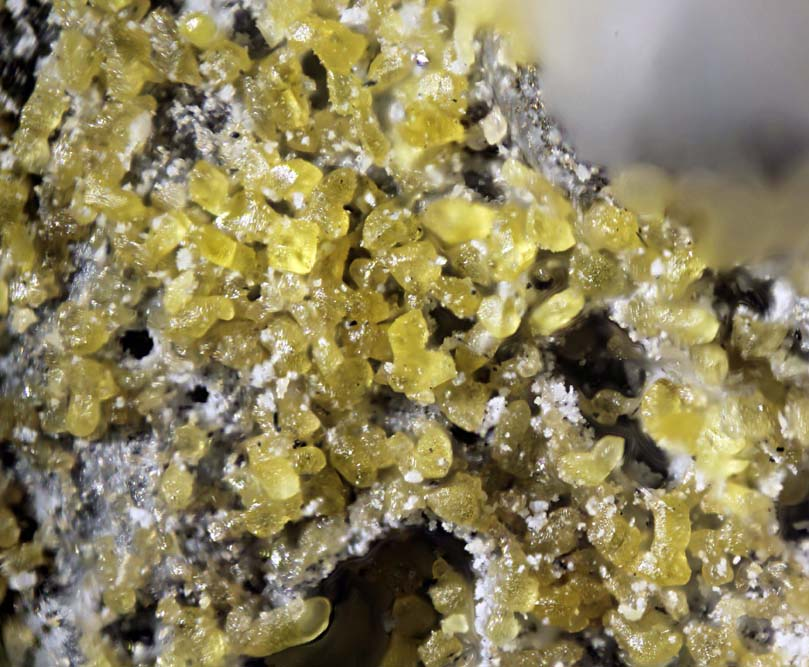
Challacolloíta

Challacolloíta, KPb2Cl5, es un extraño mineral de haluro. Cristaliza en el sistema monoclínico, con el grupo espacial P21/c. Se produce como incrustaciones fumarólicas blancas en lava y como intercrecimientos con cotunnita.
Fue descrito por primera vez a partir de un hallazgo en la mina Challacollo (de cuya localidad recibe el nombre), Iquique, Chile. Posteriormente se ha identificado en especímenes de la erupción del Monte Vesubio de 1855 y del volcán Kudryavyi en las Islas Kuriles y también del volcán Satsuma-Iwojima, en Japón. Fue reconocida como especie mineral válida por la IMA (Asociación Mineralógica Internacional), en 2005.
Cristales de KPb2Cl5 cultivados artificialmente se utilizan para producir láseres.